# Eustoquio Gómez
Eustoquio Gómez (Táchira, Venezuela, 2 de noviembre de 1868-Caracas, 21 de diciembre de 1935) fue un político y militar venezolano que fue presidente de Táchira y después de Lara hasta su asesinato en 1935. 

## Biografía

### Primeros años
Nació en la hacienda El Bosque en el estado Táchira. Sus padres fueron Fernando Gómez y Tránsito Prato. 
Se formó bajo un sistema de agricultura y trabajo del campo entre las montañas de Rubio y San Antonio del Táchira. Fernando Gómez, padre de Eustoquio Gómez, era hijo de José del Rosario García y de la señora Ana Dolores Gómez Nieto, quienes tuvieron tres hijos Fernando, Silverio y Pedro Cornelio, este último padre del general Juan Vicente Gómez, por lo cual El Benemérito y Eustoquio Gómez eran primos.

### Carrera
El inicio de su carrera política, se produce a partir de la participación de la familia Gómez en la intentona de Cipriano Castro en 1892 contra la Revolución Legalista de Joaquín Crespo en contra de Raimundo Andueza Palacios. Esto, les valió el exilio.
Revolución Liberal Restauradora de Cipriano Castro. Posteriormente, entre 28 de julio y 29 de julio de 1901, junto a un contingente de "tropas lobaterenses" al mando del General Maximiano Casanova, participó en la Batalla de San Cristóbal, librada contra las tropas colombianas invasoras dirigidas por el general venezolano Carlos Rangel Garbiras. 
En 1903, en el marco de la Revolución Libertadora, acaudillada por el banquero Manuel Antonio Matos, acompañó a su primo Juan Vicente en la campaña hacia oriente, participando además en el mando de una división en la batalla de Ciudad Bolívar. Luego fue comandante militar de Maracay (enero de 1904), comandante de armas del Estado Miranda (octubre de 1904) y ocupó el mismo cargo en el Estado Falcón (enero de 1905).

#### Prisión y liberación
Llega a la historia caraqueña de forma fortuita; el 27 de enero de 1907, en un bar o botiquín de nombre Bois de Boulogne, situado en Puente de Hierro, en Caracas, donde muere asesinado el gobernador de Caracas Luis Mata Illas, quien era un hombre de confianza de Cipriano Castro e incluso estaba comprometido en el movimiento llamado «La Conjura» que buscaba impedir el acceso al poder del general Gómez. El crimen fue adjudicado al general Eustoquio Gómez, lo que significó varios años de prisión en La Rotunda. Fue condenado a 15 años de presidio. En 19 de diciembre de 1908, tras asumir Juan Vicente Gómez el poder, es liberado de prisión y recibe el cargo de jefe del castillo de San Carlos, utilizando por este tiempo el nombre de «Evaristo Prato». Sin embargo, al poco tiempo sus abusos en el trato dado a los prisioneros del castillo provocan un levantamiento general que lo obliga a refugiarse en Maracaibo (1909).

#### Presidente encargado de Táchira
Designado comandante de armas del Estado Táchira (1909-1914), pasa a ser presidente de dicho estado entre 1914 y 1925 desarrolló una política de obras públicas desarrollando obras importantes como el Hospital Vargas, el Edificio Nacional, el Palacio de los Leones (San Cristóbal) y del acueducto de San Cristóbal. Con la apertura de la carretera hacia los llanos, ejerció una feroz represión, después de su atentado en Río Frío, se le señala como un gobernante rígido, en decisiones que se destaca la de haber ordenado la ejecución de dos subversivos, por haber atentado en septiembre de 1920 contra su sobrino Evaristo Gómez, Recaudador de Impuestos quien sobrevive al atentado, lo cual produjo una feroz persecución que llevó a la captura de los jóvenes atacantes Francisco Gómez y Efraín Chacón, sobre quienes se cumple la orden de Simón Gómez (hermano de Eustoquio): "Con un cuchillo les abren un hueco debajo de la jeta y los cuelgan vivos, cuando estén colgados los fusilan", suceso conocido como "Los ahorcados de Pirineos", aunque ciertamente no fueron ahorcados sino colgados con garfios.
Unos de sus enemigos más acérrimos fue el General Juan Pablo Peñaloza, quien se atrincheró en Pregonero entre 1917 y 1921 con los famosos «Montoneros», entre ellos Pedro Molina, Ángel María Salcedo, Melitón Mora y Baldovino Sánchez, gente de Queniquea, por lo que Peñaloza no pudo ser por Eustoquio Gómez. Desde San José de Bolívar salieron 15 hombres al mando del Coronel Jesús Contreras para combatir la guerrilla de Peñaloza, Jesús Contreras apodado el "Chiriguare" era uno de los hombres fuertes de la montaña que apoyaba a Eustoquio. Esto unido a otros incidentes causó la emigración a Colombia por parte de más de 20.000 tachirenses; pero que también con el tiempo produjo su remoción del cargo. Después de una breve estadía en Curazao, regresa a Caracas, donde fija su residencia (1925-1929) y permanece retirado de toda actividad política.

#### Jefe de Nueva Segovia de Barquisimeto
A raíz del alzamiento del general José Rafael Gabaldón en abril de 1929 es nombrado presidente del Estado Lara, cargo que ocupa hasta diciembre de 1935. Tras la captura de su acérrimo rival el general Peñaloza en San Cristóbal durante su última invasión de 1931, fue enviado a Barquisimeto, donde fue confrontado con Eustoquio Gómez antes de ser encarcelado en el castillo San Felipe de Puerto Cabello, donde falleció a los 77 años de edad, atendido por el poeta Andrés Eloy Blanco, quien reconoció a su hermano y le asistió hasta el lecho de su muerte.
Al morir Juan Vicente Gómez el 17 de diciembre de 1935 se cuenta que aspira a la presidencia de la República, pero la designación en ese cargo de Eleazar López Contreras frustra sus deseos de poder.

### Asesinato

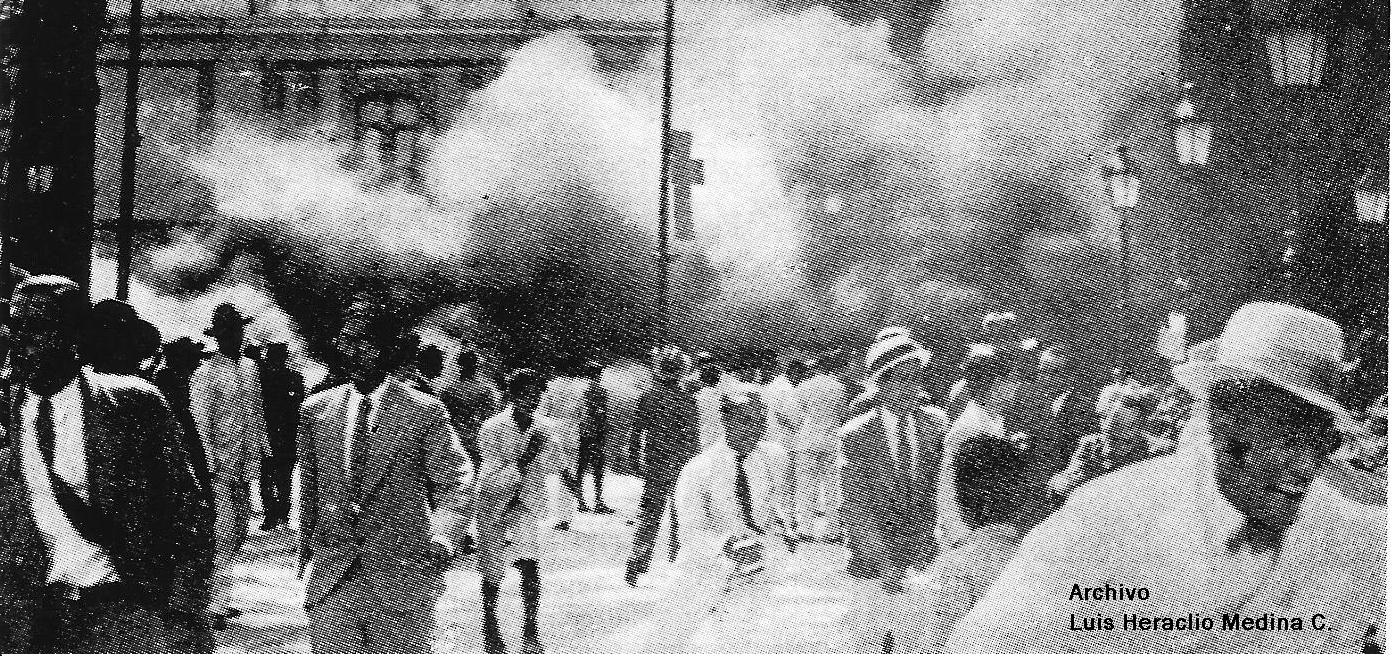
Manifestantes en Caracas incendian los automóviles de Eustoquio Gómez.

Murió en Caracas, asesinado en la sede de la Gobernación, en situación aún no esclarecida, el 21 de diciembre de 1935. Al parecer temían que fuese a reclamar el poder dejado por su primo el General Juan Vicente Gómez. Declaraciones oficiales le acusan de querer tomar la Gobernación de Caracas a la fuerza, pero su hijo Eustoquio Gómez Villamizar, declaró que este solo fue a saludar al Gobernador y allí fue muerto por la confusión que reinaba ante la caída del régimen gomecista. Eustoquio Gómez fue trasladado y enterrado en secreto en el Cementerio General del Sur la madrugada del 22 de diciembre.